# Éric Beaumard
Eric Beaumard (Fougères, Ille-et-Vilaine, 5 de noviembre de 1963) es un sommelier francés, elegido "vice-mejor sommelier del mundo en 1998.

## Biografía
En 1977, Éric Beaumard ingresó como aprendiz de cocina en “Roc Land” en Tremblay y luego trabajó como empleado de cocina en el “Auberge Saint-Sauveur” en Rennes.
En 1982, con 18 años, sufrió un accidente de moto que le privó del uso de su brazo derecho. Luego se convirtió a la profesión de sommelier como autodidacta y en 1987 se convirtió en sommelier en el restaurante "La Poularde" en Montrond-les-Bains durante 14 años.
En 1999, se convirtió en sumiller y director del restaurante "Le Cinq del Hôtel George-V de París donde construyó una bodega de 50 000 botellas (una de las más extensas de París) con Enrico Bernardo (jefe de sumiller del restaurante y mejor sumiller del mundo en 2004) y el chef Philippe Legendre.
En 1997, crea la compañía Grap'Art con su socio el actor Christophe Lambert en una finca vinícola de 35 hectares  en Sainte-Cécile-les-Vignes y Tulette bajo el nombre de Les Garrigues y con su primera añada en 1997 en côtes du rhône-villages.

## Premios
- Tres veces Mejor sommelier joven de Bretaña
- 1987: Mejor sommelier joven de Francia (Trofeo Ruinart)
- 1990: Finalista al Mejor Sommelier de Francia
- 1992: Mejor sommelier de Francia
- 1994: Mejor sommelier de Europa (Trofeo Ruinart)
- 1998: Vice-mejor sommelier del mundo

## Premios y reconocimientos
Órdenes honoríficas
- 2018 : Caballero de la Legión de Honor
- 2018 : Caballero de las Artes y las Letras

Distinciones
- 2003: “Sommelier del año » por la revista Le Chef
- 2020: Sommelier del año por la Guía Michelin Francia[1]

## Citas
- "Aprendí todo a través de libros y luego a través de prácticas en viticultura.»

## Publicaciones
- 2006: Los 100 mejores vinos con Catherine Gerbod, Editions Générales First.
- 2009: Los 100 mejores vinos (segunda edición) con Catherine Gerbod, Editions Générales First.
- 2012: Wine for Dummies con Ed McCarthy, Mary Ewing-Mulligan, Editions First.